# Alte Feuerwache (Reutlingen)

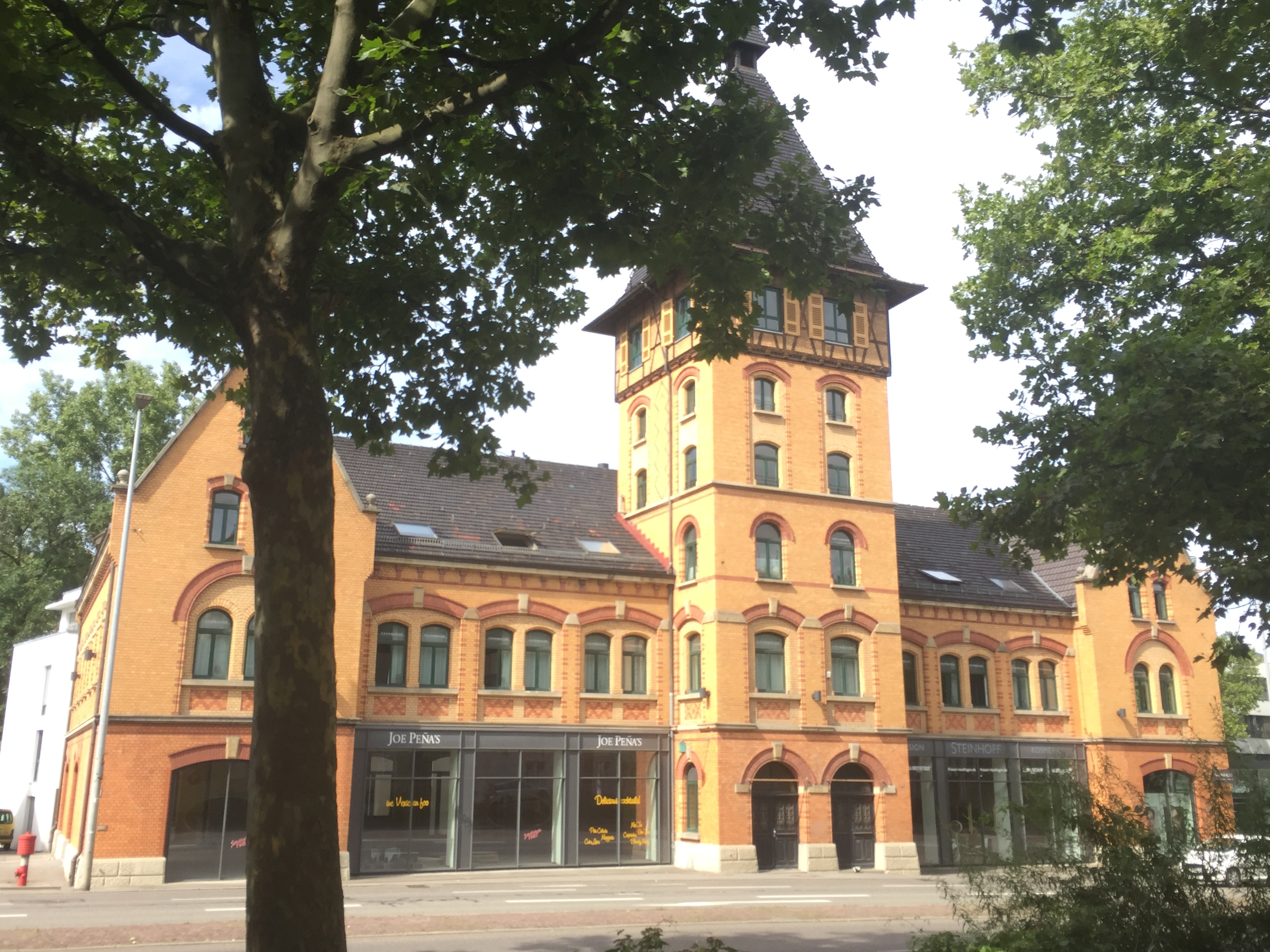
Alte Feuerwache

Die Alte Feuerwache Reutlingen ist ein Feuerwehrhaus in der Innenstadt von Reutlingen in Baden-Württemberg.
Das unter Denkmalschutz stehende Gebäude liegt an der Lederstraße und wurde 1898 vom Architekten und Reutlinger Stadtbaumeister Konrad Röcker erbaut.

## Geschichte
Die Stadt Reutlingen beschloss in den 1890er Jahren den Bau eines neuen Feuerwehrhauses. Stadtbaumeister Konrad Röcker wurde mit der Planung beauftragt. Er ließ eine für diese Zeit fortschrittliche Eisenskelettkonstruktion errichten und mit einer Sichtmauerwerk-Fassade versehen. Die Stützen der Skelettkonstruktion stehen im Inneren des Gebäudes frei im Raum, was in der Fahrzeughalle nach wie vor sichtbar ist. Die Fassade wurde mit Backsteinen in verschiedenen Farben und Verbänden gestaltet. So konnten Bilder, charakteristische Reliefs und der Schriftzug „Feuerwehr“ integriert werden. Im Mai 1898 fand das Richtfest statt, am 18. September 1898 erfolgte die Einweihung.
Das relativ große Gebäude wurde zunächst vom städtischen Bauhof und der Handelsschule mitbenutzt. Die Freiwillige Feuerwehr Reutlingen belegte nur die Fahrzeughalle sowie einige Räume im ersten Obergeschoss. Die Wohnung des Geräteverwalters befand sich ebenfalls dort.
Nach dem Zweiten Weltkrieg wurde das Gebäude mehrfach umgebaut. Neue Ausfahrtstore für die größeren modernen Fahrzeuge wurden eingebaut, 1984 erfolgte ein Anbau an der Rückseite mit fünf Fahrzeugboxen für Spezialfahrzeuge. Dennoch war der Raum begrenzt und in den folgenden Jahren mussten Fahrzeuge und Geräte auf das ganze Reutlinger Stadtgebiet verteilt werden.
2003 wurde eine neue Feuerwache an der Hauffstraße bezogen. Da bereits vor der Alten Feuerwache ein Gerätemagazin am Ledergraben bestand, endete nach 156 Jahren die Geschichte der Freiwilligen Feuerwehr Stadtmitte am Rande der Altstadt. Das Gebäude an der Lederstraße wurde daraufhin von der Stadt an den Reutlinger Privatinvestor Dr. Rall & Söhne verkauft.

## Belege
1. 1 2  Andrea Glitz: Lichtblick an der Lederstraße. Alte Feuerwache. In: Reutlinger General-Anzeiger vom 15. November 2012.
2. ↑  Alte Feuerwache (Seite nicht mehr abrufbar, festgestellt im Juni 2023. Suche in Webarchiven) auf feuerwehr.reutlingen.de, zuletzt abgerufen am 27. Dezember 2017.
3. ↑  Peter Andel: Die Turmwohnung ist noch frei. (Memento vom 6. Juli 2016 im Internet Archive) In: Reutlinger Nachrichten (Südwest Presse) vom 15. November 2012.

Koordinaten: 48° 29′ 23,6″ N, 9° 12′ 37″ O